# Under Södra korset
Under Södra korset är en svensk svartvit film från 1952 med regi och manus av Sven Nykvist och Olof Bergström. Bergström hade även en större roll i filmen tillsammans med bland andra Mampassi Esaï och Muthengi Bongonpassi.

## Om filmen
Filmen spelade in mellan den 29 september och december 1950 samt på våren och sommaren 1951 i Centralafrikanska republiken, Kongo-Brazzaville och Etnografiska museet i Stockholm. Fotoraf var Nykvist, kompositör Hilding Rosenberg och klippare Carl-Olov Skeppstedt. Filmen premiärvisades den 13 oktober 1952 på biografen Grand i Stockholm. Den är 84 minuter lång och barntillåten.

## Handling
En svensk missionär besöker etnografiska museet i Stockholm där han själv bidragit med utställningsmaterial via sina resor till Afrika. När han får syn på en trägud börjar han att minnas tillbaka.

## Rollista
- Olof Bergström – Bror Mundelle, missionär
- Mampassi Esaï	– hövdingens yngste son
- Muthengi Bongonpassi – hövdingens äldste son
- Kunkulikuba – fetischmannen
- Måns Westfelt – guide på Etnografiska museet i Stockholm
- Elsa Prawitz – besökare på museet
- Ulla Sjöblom – besökare på museet
- Tage Severinson – besökare på museet

### Fotnoter
1. 1 2 3  ”Under Södra korset”. Svensk Filmdatabas. http://sfi.se/sv/svensk-filmdatabas/Item/?itemid=4364&type=MOVIE&iv=Basic&ref=/templates/SwedishFilmSearchResult.aspx?id%3d1225%26epslanguage%3dsv%26searchword%3dunder+s%C3%B6dra+korset%26type%3dMovieTitle%26match%3dBegin%26page%3d1%26prom%3dFalse. Läst 9 april 2013.